# 赛仕软件
赛仕软件（SAS Institue Inc.），是一家在美国成立的跨国软件研发公司。主要产品为商业统计分析软件系统SAS。赛仕软件是全球最大的私营软件企业，也是被财富500强企业使用最多的软件供应商。
赛仕在中国大陆由负责市场营销的“赛仕中国”和负责研发的“赛仕软件研究开发北京有限公司”组成。

## 外部連結
- SAS （页面存档备份，存于）